# Peter Bosz
Peter Sylvester Bosz, nizozemski nogometaš in trener, * 21. november 1963.
Za nizozemsko reprezentanco je odigral 8 uradnih tekem.